# Toboggan (Fahrgeschäft)

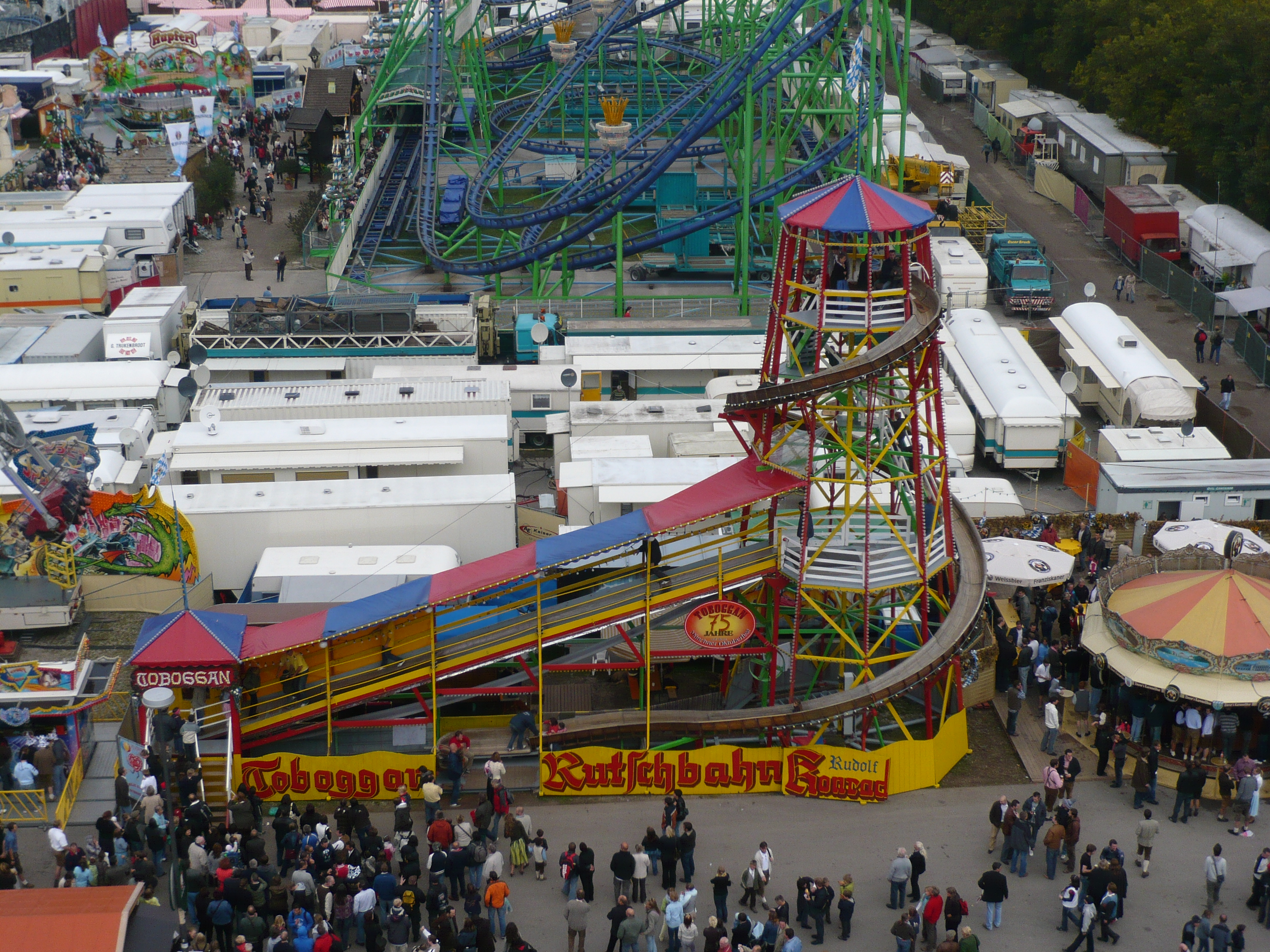
Toboggan auf dem Münchner Oktoberfest

Toboggan ist der Name eines Fahrgeschäftes auf Volksfesten. Der Fahrgast wird mittels eines schnell laufenden Förderbandes zur Turmmitte transportiert. Von dort steigt man auf Treppen zur Turmspitze, genießt die Aussicht von oben und rutscht auf der Holzrutsche mit einer Sackleinwand als Unterlage nach unten. Im Unterschied zu anderen Fahrgeschäften wird hier der Fahrgast aktiv gefordert und sorgt gleichermaßen für eine Belustigung der Zuschauer. Dafür sorgt das oben genannte Förderband. Durch die hohe Geschwindigkeit des Bandes ist viel Geschick erforderlich, um ohne Hilfe auf eigenen Beinen auf dem Band stehend den Turm zu erreichen.

## Anfänge

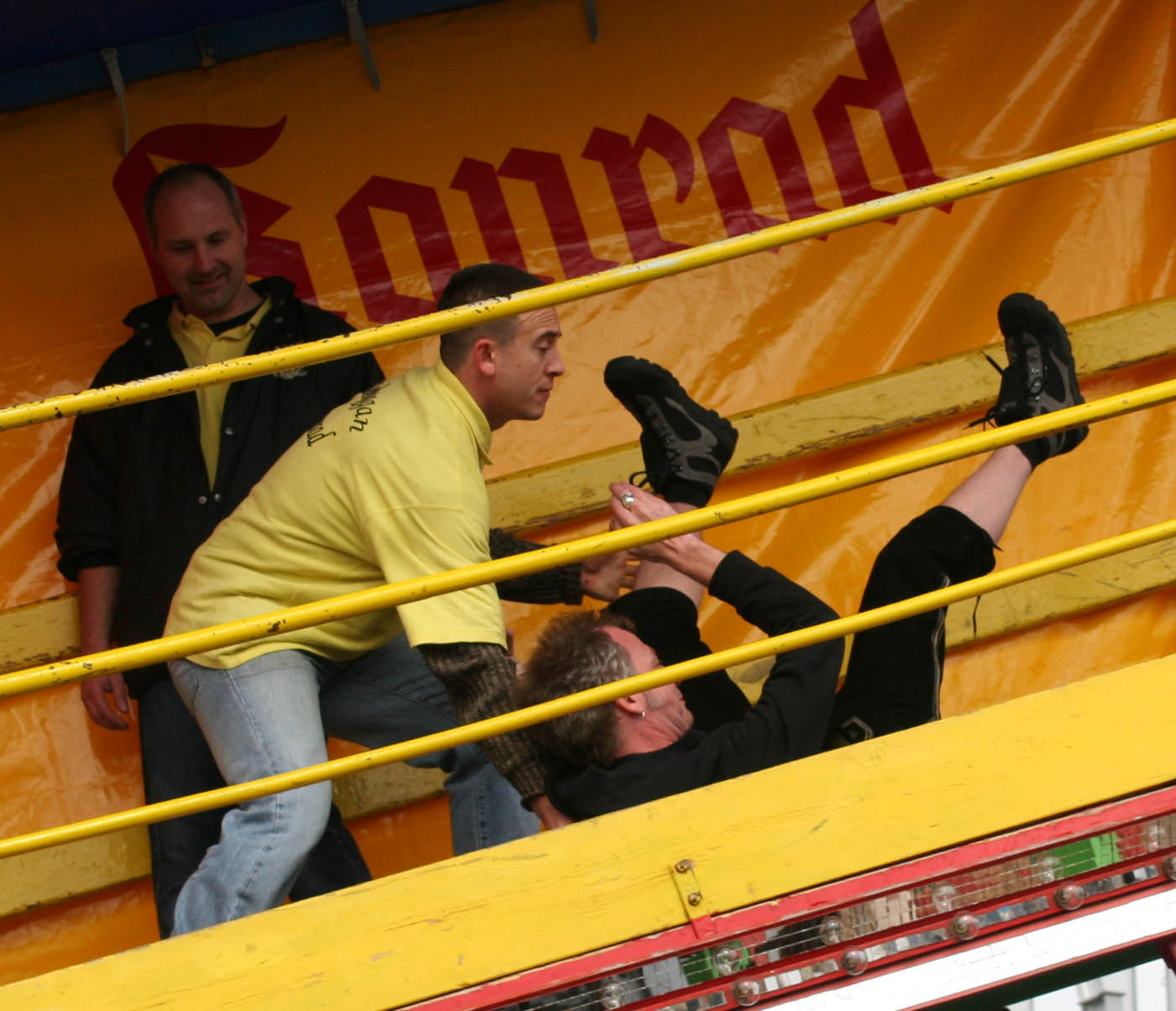
Nach oben kommen sie alle

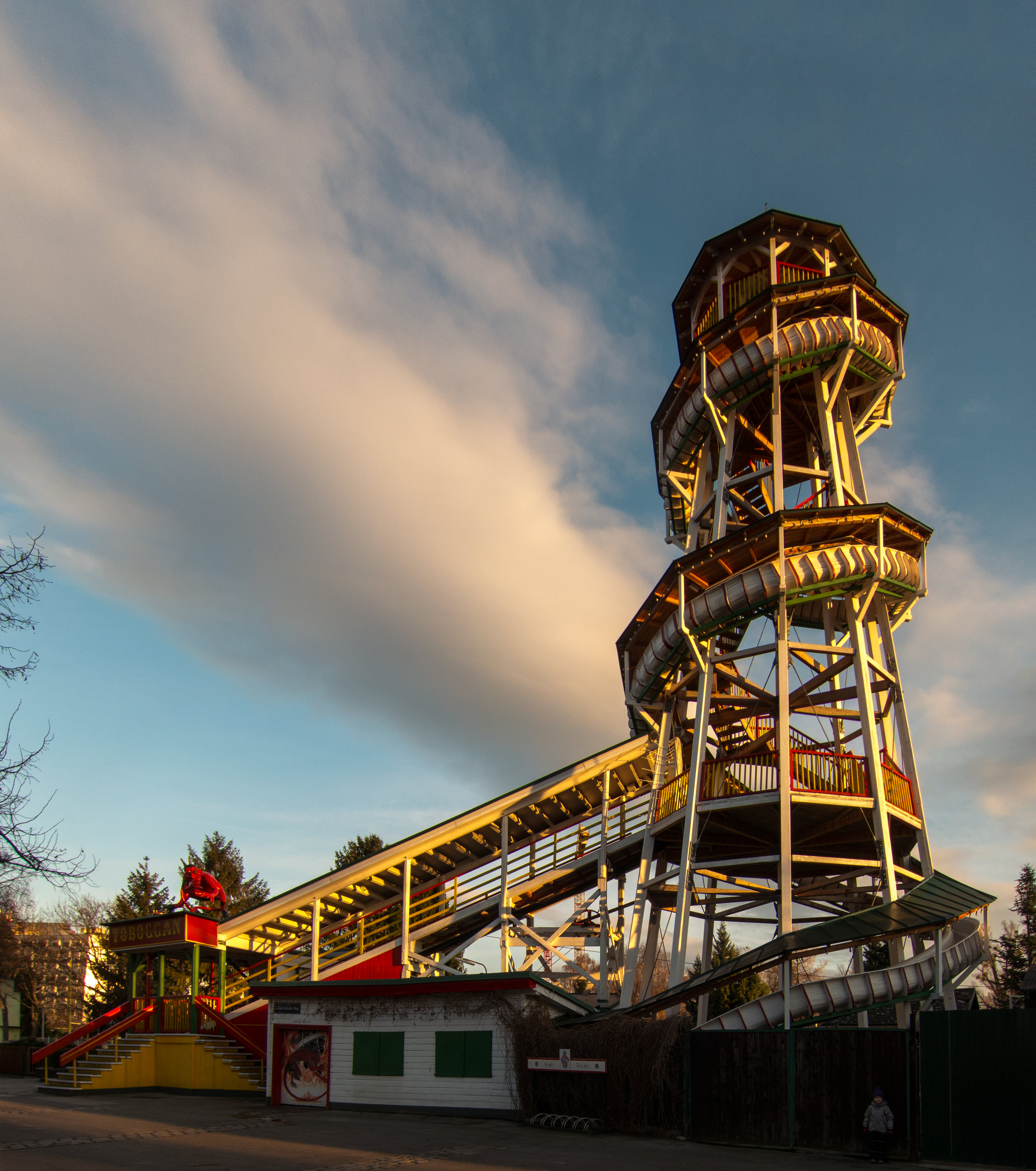
Wiener Toboggan nach der Renovierung

Die Ursprünge reichen bis nach Nordamerika des 19. Jahrhunderts, wo es Turmrutschbahnen als Attraktionen gab. Von dort stammt auch der Name „Toboggan“, ursprünglich ein Begriff der kanadischen Algonkin-Indianer, der einen leichten Schneeschlitten aus Holz bezeichnet.
Wohl eines der ersten Fahrgeschäfte dieser Art in Europa ist auf einer Pariser Postkarte aus dem Jahre 1900 dokumentiert. Bereits 1906 baute der Badener Anton Bausch nach dem Vorbild aus Paris den wahrscheinlich ersten deutschen Toboggan. Trotz der einstigen Popularität der Türme existieren heute im deutschen Sprachraum nur noch sehr wenige davon.

## Deutschland
Eines der wenigen Fahrgeschäfte dieser Art, die heute noch auf Rummelplätzen zu finden sind, ist das Fahrgeschäft „Toboggan“ der Familie Konrad auf dem Münchner Oktoberfest, das dort seit 1933 vertreten ist. Da es sich um einen mobilen Toboggan handelt, kann er auch auf anderen Festplätzen aufgebaut werden. Der Toboggan der Familie Konrad ist jedoch zu personalaufwändig und zu kostenintensiv, so dass er für die Reise nicht mehr rentabel ist. Im weiteren Münchner Umland wird er dennoch bisweilen aufgebaut.
Ein weiterer mobiler Toboggan ist der 1907 errichtete, ehemalige Electro-Toboggan. Er wurde 1952 umgebaut und war bis 1970 am Münchner Oktoberfest aufgestellt. Seit der Übernahme durch die Familie Fischer im Jahr 1971 war der Toboggan unter anderem auf dem Oldenburger Kramermarkt, den Nürnberger Festen und dem Straubinger Gäubodenvolksfest zu sehen.

## Österreich
Im Wiener Wurstelprater gab es zeitweilig mehrere Toboggane, der älteste Toboggan ist erhalten, er wurde 1913 von Nikolai Kobelkoff errichtet.